# Guidon d'Anderlecht
Pour les articles homonymes, voir Saint Guy.
Saint Guidon d'Anderlecht (également connu comme Guy d'Anderlecht) est né vers 950 à Anderlecht et y est mort le 12 septembre 1012. Parfois surnommé « le pauvre d'Anderlecht », il travaille d'abord dans une ferme puis devient sacristain à la chapelle Notre-Dame de Laeken. Il travaille ensuite pour un commerçant bruxellois avant de devenir pèlerin à Rome et à Jérusalem et finit par revenir enseigner dans son Brabant natal. Liturgiquement il est commémoré le 12 septembre.

## Biographie

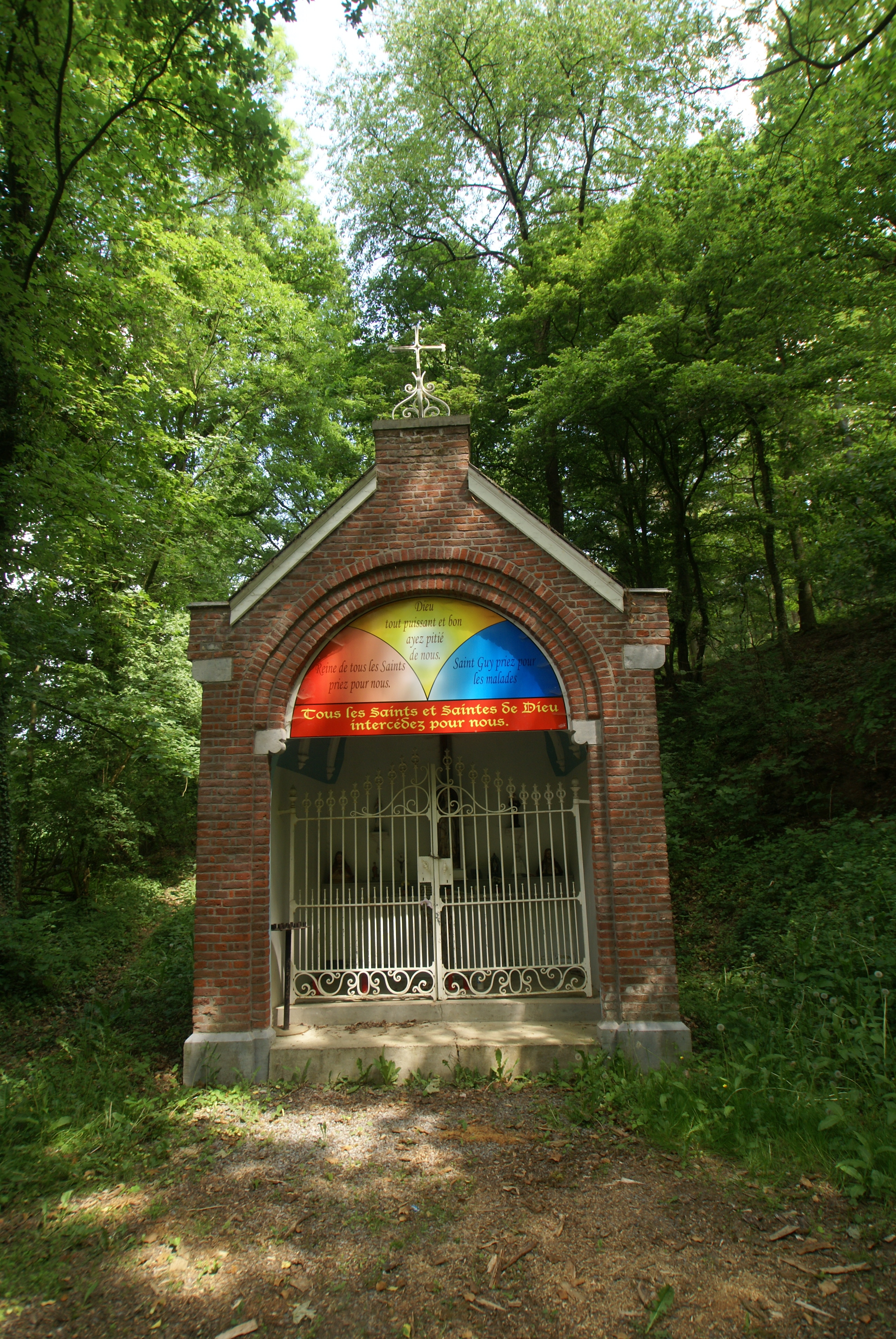
Chapelle Saint-Guy sur le sentier de randonnée n° 1 à Gleixhe (Flémalle), Belgique.

Fils de pauvres paysans brabançons, Guidon se fait très tôt remarquer pour sa charité chrétienne, si bien qu'à l'âge de 15 ans, on le surnommait déjà « l'ange du village ». Anderlecht, village du duché de Brabant, se trouve à quelques kilomètres à l'ouest de la ville de Bruxelles. Anderlecht est aujourd'hui une commune de l'agglomération bruxelloise.
D'après des récits dont la valeur historique est incertaine, un riche négociant lui propose, un jour, de le prendre à son service l'assurant qu'avec un travail rétribué il lui serait plus facile d'aider les pauvres. Quelques jours plus tard, la cargaison dont Guy avait la responsabilité est perdue lorsque le bateau qui la transportait coule dans la Senne. Son employeur le chasse.
Guidon part alors pour un long pèlerinage à Rome, puis à Jérusalem. À Rome, il rencontre le doyen du chapitre d'Anderlecht, Wonedulphe (ou Onulphe), qui le supplie de revenir dans son village pour le faire profiter de ses conseils de piété. Ses compagnons de voyage meurent les uns après les autres au cours du voyage de retour. Guy rentre seul en Brabant.
Le 12 septembre 1012, Guidon meurt de dysenterie à Anderlecht après de longues années d'enseignement.

## Culte et souvenir
Dans les années qui suivent sa mort, des miracles se produisent sur sa tombe. La vénération des fidèles augmente.
- Guidon est canonisé le 24 juin 1112, sous Odon évêque de Cambrai, ce qui explique pourquoi on a fêté longtemps la Saint Guidon le 24 juin[2], mais liturgiquement il est en fait commémoré le 12 septembre. Une relique de ce saint homme est conservée dans le transept sud de la basilique Saint-Servais, à Grimbergen, sous l'autel de saint Servais mais l'essentiel des reliques est conservé dans la châsse [de la chapelle] Saint Guidon de la collégiale des Saint-Pierre-et-Guidon, centre historique d'Anderlecht.

- Guidon est le saint patron des commerçants, des marchands de bestiaux, des paysans, des domestiques, des sacristains, des carillonneurs et sonneurs de cloches, des pèlerins, des célibataires[3] et des transporteurs de marchandises. On l'invoque également contre la dysenterie.

- À Anderlecht, la collégiale Saints-Pierre-et-Guidon perpétue sa mémoire car elle a donné son nom au quartier historique du centre d'Anderlecht et à la station de métro qui le dessert.

- Chaque mois de septembre, une procession Saint-Guidon associée à Notre-Dame de Grâce a lieu à Anderlecht le samedi précédant le marché annuel de la commune et est précédée la veille par un cortège aux flambeaux.

## Source
- (nl) Cet article est partiellement ou en totalité issu de l’article de Wikipédia en néerlandais intitulé « Guido van Anderlecht » (voir la liste des auteurs).